# Mesa de los Alzati
Mesa de los Alzati är en ort i Mexiko.   Den ligger i kommunen Zitácuaro och delstaten Michoacán de Ocampo, i den södra delen av landet, 130 km väster om huvudstaden Mexico City. Mesa de los Alzati ligger 1 998 meter över havet och antalet invånare är 931.
Terrängen runt Mesa de los Alzati är huvudsakligen kuperad, men österut är den bergig. Runt Mesa de los Alzati är det tätbefolkat, med 319 invånare per kvadratkilometer. Närmaste större samhälle är Heróica Zitácuaro, 7,8 km söder om Mesa de los Alzati. Omgivningarna runt Mesa de los Alzati är en mosaik av jordbruksmark och naturlig växtlighet.